# John Clifford Pemberton
John Clifford Pemberton (Filadelfia, 10 agosto 1814 – Penllyn, 13 luglio 1881) è stato un generale statunitense.
Ufficiale nell'US Army  divenne tenente generale nell'esercito degli Stati Confederati durante la guerra di secessione. Fu uno dei generali più controversi della Confederazione.
Nato a Filadelfia, Pennsylvania, le sue nozze con una donna della Virginia lo influenzarono a combattere per il Sud.
Uscito nel 1837 dall'Accademia Militare degli Stati Uniti di West Point, Pemberton operò nella seconda guerra Seminole e fu decorato al valore nella guerra messicana. In pace dimostrò di essere un efficace Ufficiale amministrativo. Nonostante i suoi difensori sostenessero più tardi che Pemberton frequentemente esibiva sentimenti a favore del Sud prima della guerra, ci sono molte testimonianze del contrario. Quando nel 1861 scoppiò la guerra egli rimase indeciso per settimane prima di andare in Virginia a combattere per la terra natia della moglie.
Il primo incarico significativo di Pemberton venne nel marzo 1862, quando fu promosso maggior generale e prese il comando del Dipartimento della Carolina del Sud e Georgia. Sempre abile nella politica militare, egli salì rapidamente nella carriera nonostante la mancanza di qualità.
Il nuovo comandante fu presto coinvolto in controversie. Molta gente della Carolina del Sud temeva che un generale nato al Nord non fosse adatto ad una difesa generosa del Dipartimento. Pemberton aumentò i loro timori dichiarando che, se avesse dovuto fare una scelta, avrebbe abbandonato l'area piuttosto che rischiare di perdere la sua numerosa Armata. Quando alcuni ufficiali dello stato si lamentarono presso Robert Edward Lee, predecessore di Pemberton ed ora consigliere del presidente confederato Jefferson Davis, Lee disse a Pemberton che doveva difendere il Dipartimento ad ogni costo. Pemberton alla fine fu sollevato dal comando, ma aveva imparato da Lee una lezione fatidica.
Nonostante le preferenze di Pemberton per gli incarichi amministrativi ed i suoi problemi in Carolina del Sud, Davis lo promosse tenente generale e gli assegnò il comando probabilmente più difficile nella Confederazione. Pemberton doveva difendere Vicksburg, una città del Mississippi collocata su alte pendici al di sopra del fiume Mississippi. Le sue difese costituivano l'ultimo ostacolo significativo sul fiume per il naviglio dell'Unione.
Assumendo il comando del Dipartimento del Mississippi e della Louisiana orientale il 14 ottobre 1862 Pemberton immediatamente si pose al lavoro per risolvere i problemi di rifornimento e per sollevare il morale delle truppe. Per diversi mesi godette di considerevole successo, bloccando i tentativi del generale unionista Ulysses S. Grant di prendere Vicksburg nell'inverno 1862 - 1863.
In primavera però Grant confuse Pemberton con una serie di diversivi ed attraversò il Mississippi al di sotto di Vicksburg praticamente senza essere scoperto. Grant fu libero di manovrare perché Pemberton aveva ricordato gli ammonimenti di Lee e aveva combattuto per tenere Vicksburg ad ogni costo. Jefferson Davis rinforzò il pensiero di Pemberton con l'ordine di non cedere la città sul fiume «neanche per un sol giorno». Ora che Grant aveva attraversato con successo il Mississippi, Pemberton decise di rimanere vicino a Vicksburg. Davis complicò le cose inviando il generale Joseph Eggleston Johnston nel Mississippi per cercare di rovesciare le declinanti fortune confederate. Johnston ordinò a Pemberton di unire le forze e di attaccare Grant, se possibile, anche se ciò significava abbandonare la difesa di Vicksburg.
Lacerato da ordini contrastanti Pemberton prese tempo mentre Grant spazzava il territorio raccogliendo una serie di rapide vittorie a Port Gibson, Raymond e Jackson. Pemberton alla fine cercò di compiacere sia Davis sia Johnston. Mosse la sua Armata ad est di Edwards Station, mantenendo nello stesso tempo stretto contatto con Vicksburg. Un nuovo ordine di Johnston forzò Pemberton a ribaltare i suoi intendimenti e ad unirsi alle forze di Johnston che erano state sconfitte a Jackson. Prima che l'ordine potesse essere eseguito l'Armata di Pemberton s'imbatté nelle forze di Grant a Champions Hill e subì una grande sconfitta. Pemberton si ritirò verso il Big Black River dove subì ulteriori pesanti perdite. Ricordando gli ordini di Lee e di Davis Pemberton scelse di ignorare un altro ordine. Avrebbe cercato di salvare Vicksburg anche se ciò significava rischiare la perdita della sua Armata. Rientrò nella città, dove egli ed i suoi uomini sopportarono un assedio di quarantasette giorni prima di arrendersi il 4 luglio 1863. Pemberton divenne un paria nel Sud e fu accusato dal suo diretto superiore, generale Johnston, di aver causato il disastro confederato disobbedendo agli ordini.
John Pemberton avrebbe dato un contributo positivo allo sforzo bellico confederato se avesse usato con proprietà il suo talento. Abile amministratore, era inaffidabile in combattimento. Aveva dimostrato le sue debolezze in Carolina del Sud, ma Davis lo aveva mandato lo stesso in Mississippi. Pochi mesi dopo Vicksburg Pemberton dimostrò la sua lealtà alla causa confederata chiedendo una retrocessione di grado. Servì la causa per il resto della guerra da tenente colonnello di artiglieria in Virginia e nella Carolina del Sud.
Dopo la guerra si stabilì in una fattoria nei pressi di Warrenton (Virginia), ed alla fine ritornò nella nativa Pennsylvania, dove morì il 13 luglio 1881, nel villaggio di Penllyn. È sepolto nel cimitero Laurel Hill di Filadelfia.